# Thanászisz Andrúcosz
Thanászisz Andrúcosz (görögül: Θανάσης Ανδρούτσος) (Marúszi, 1997. május 6. –) görög korosztályos válogatott labdarúgó, az Olimbiakósz játékosa.

## Pályafutása

### Klub
2008-ban került az Olimbiakósz akadémiájára és az U19-es korosztály számára kiírt UEFA Ifjúsági Ligában szerepelt. 2015 szeptemberében a klub vele és Jórgosz Manthátisszal, valamint Panajótisz Récosszal profi szerződést kaptak a klubtól. 2016. augusztus 18-án az Arouca elleni Európa-liga selejtező mérkőzésen debütált, a 72. percben lépett Alejandro Domínguez cseréjeként pályára. December 4-én a bajnokságban is bemutatkozott a PAE APÓ Levadiakósz elleni 4–0-ra megnyert mérkőzésen. 2017. február 11-én első gólját is megszerezte a Láriszasz ellen, ami 14 másodperc alatt történt meg és ez volt a klub történelmében a második leggyorsabb gól a bajnokságban.
2019. augusztus 30-án kölcsönbe került az Atrómitosz csapatához. Október 6-án első gólját szerezte meg a Vólosz csapata ellen.

### Válogatott
2017. március 15-én Michael Skibbe meghívta a görög labdarúgó-válogatott keretébe, amely tíz nappal később a belga labdarúgó-válogatott ellen szerepelt, de csak kispadon kapott lehetőséget. 2018. május 15-én Szaúd-Arábia ellen debütált. 2021. május 6-án első gólját szerezte meg Norvégia ellen.

## Statisztika
2022. február 2-i állapotnak megfelelően.
| Klub        | Szezon   | Bajnokság          | Bajnokság | Bajnokság | Kupa  | Kupa  | Nemzetközi | Nemzetközi | Összesen | Összesen |
| Klub        | Szezon   | Bajnokság          | Mérk.     | Gólok     | Mérk. | Gólok | Mérk.      | Gólok      | Mérk.    | Gólok    |
| ----------- | -------- | ------------------ | --------- | --------- | ----- | ----- | ---------- | ---------- | -------- | -------- |
| Olimbiakósz | 2016–17  | Szúper Línga Eláda | 17        | 1         | 8     | 0     | 5          | 0          | 30       | 1        |
| Olimbiakósz | 2017–18  | Szúper Línga Eláda | 11        | 0         | 5     | 0     | 2          | 0          | 18       | 0        |
| Olimbiakósz | 2018–19  | Szúper Línga Eláda | 5         | 0         | 4     | 1     | 0          | 0          | 9        | 1        |
| Olimbiakósz | 2020–21  | Szúper Línga Eláda | 19        | 1         | 6     | 1     | 4          | 0          | 29       | 2        |
| Olimbiakósz | 2021–22  | Szúper Línga Eláda | 10        | 0         | 4     | 0     | 5          | 0          | 19       | 0        |
| Olimbiakósz | Összesen | Összesen           | 62        | 2         | 27    | 2     | 16         | 0          | 105      | 4        |
| Atrómitosz  | 2019–20  | Szúper Línga Eláda | 27        | 4         | 4     | 0     | —          | —          | 31       | 4        |
| Atrómitosz  | Összesen | Összesen           | 27        | 4         | 4     | 0     | 0          | 0          | 31       | 4        |
| Összesen    | Összesen | Összesen           | 89        | 6         | 31    | 2     | 16         | 0          | 136      | 8        |

## Sikerei, díjai
- Olimbiakósz
  - Görög bajnok: 2016–17, 2020–21